# Inayat Khan
 (novembre 2024).
Si vous disposez d'ouvrages ou d'articles de référence ou si vous connaissez des sites web de qualité traitant du thème abordé ici, merci de compléter l'article en donnant les références utiles à sa vérifiabilité et en les liant à la section « Notes et références ».
Sultan Inayat Khan (mort le 12 octobre 1667) fut le 3e sultan de Safa et le septième chef de la tribu des Abdali. Il régna de 1665 à 1667.

## Biographie
Inayat Khan était le second fils de Sultan Khuda Dad Khan, le premier sultan de Safa, qui régna de 1649 à 1665. Le 14 août 1665, ce dernier mourut et ce fut son fils aîné Qalandar Khan qui lui succéda. Mais Qalandar ne régna pas bien longtemps car deux mois plus tard, il mourut, alors qu'il voulait reprendre la ville de Kandahar. C'est alors que Inayat arriva sur le trône et prit le titre de Sultan Inayat Khan.
Mais à son tour, il mourut dans un accident de chasse après un règne de deux ans, le 12 octobre 1667. certains voient en cette mort un complot, mené par son petit-frère, Hayat Khan Khudakka, qui lui succéda.